# Wood (Wisconsin)
Wood – miasto w Stanach Zjednoczonych, w stanie Wisconsin, w hrabstwie Wood.